# (31778) Richardschnur
1999 JT125 (asteroide 31778) é um asteroide da cintura principal. Possui uma excentricidade de 0.08991220 e uma inclinação de 7.38468º.
Este asteroide foi descoberto no dia 12 de maio de 1999 por LINEAR em Socorro.